# Sjaak Polak
Sjaak Polak (La Haia, 18 de febrer de 1976) és un exfutbolista professional neerlandès que jugava de centrecampista, i actualment és entrenador de futbol.

## Carrera futbolística
Destacat especialista de banda i llançador de faltes, Polak prèviament jugà per l'Excelsior Rotterdam, FC Twente, i ADO Den Haag. El maig del 2008, el Sparta anuncià que no ampliaria el seu contracte.
Després d'això, Sjaak tingué diverses proves, a Àustria per exemple amb el Austria Viena i amb el club suís St. Gallen, però sense èxit. Acabà en Israel, on provà amb el Maccabi Tel Aviv FC. El Maccabi estava interessat en Polak perquè ell és un descendent de jueus (son avi, era jueu de part de pare)), i no comptaria com estranger per al club, gràcies a la "Llei de Retorn." Polak tingué problemes per trobar la documentació necessària per provar els orígens jueus i quan se li digué que hauria de renunciar a la seua nacionalitat neerlandesa, decidí signar amb el BV Veendam per tornar a la seua nativa Holanda.